# Olallamys
Az Olallamys az emlősök (Mammalia) osztályának a rágcsálók (Rodentia) rendjébe, ezen belül a tüskéspatkányfélék (Echimyidae) családjába tartozó nem.

## Rendszerezés
A nembe az alábbi 2 faj tartozik:
- Olallamys albicauda Günther, 1879 - típusfaj
- Olallamys edax Thomas, 1916